# Хајнрих Вилхелм Дове
Хајнрих Вилхелм Дове (6. октобар 1803, Легњица — 4. април 1879, Берлин) је био пруски физичар и метеоролог .

## Живор и рад
Дове је рођен у Лигницу у Краљевини Пруској . Дове је студирао историју, филозофију и природне науке на Универзитету у Бреслау од 1821. до 1824. године. Године 1824. је наставио школовање на Универзитету у Берлину, који је завршио 1826. године. Године 1826. постао је приватни доцент, а 1828. ванредни професор на Универзитету у Кенигсбергу. Године 1829. преселио се у Берлин и предавао у Гимназији Фридрих Вилхелм .
Године 1845. постао је професор ординаријус на Универзитету Фридрих Вилхелм у Берлину, где је биран за ректора 1858–1859, и поново 1871–1872. Године 1849. постао је и директор Пруског метеоролошког института.
Током своје каријере објавио је више од 300 радова, од којих су се неки бавили експерименталном физиком. Такође је имао важан утицај на науку о метеорологији, а неки су га сматрали пиониром у овој области; Примарни метеоролошки фокус Довеа био је на климатологији, области коју је основао Александар фон Хумболт .
Године 1828. Дове је приметио да се тропски циклони ротирају у супротном смеру казаљке на сату на северној хемисфери, али у смеру казаљке на сату на јужној хемисфери.
Године 1839. открио је технику бинауралних откуцаја, при чему су мало различите фреквенције које се пуштају одвојено на свако уво производило перцепцију интерферентних откуцаја истом брзином као кад би била физички створена.
Такође је проучавао дистрибуцију топлоте по површини Земље, утицај климе на раст биљака и први је измерио јачину електричне струје у жици изазване колапсирајућим магнетним пољем .

## Чланства, почасти и епоними
- Страни члан Краљевског друштва, 1850
- Члан Пруске академије наука, 1837
- Добитник Коплијеве медаље, 1853
- Страни члан Краљевске холандске академије уметности и наука, 1861.[1]
- Почасни члан Краљевског друштва Единбурга
- По њему је назван Дове Баи на Гренланду .
- По њему је назван кратер Голуб на Месецу .
- У Оптици, Голубова призма је названа по њему.